# Coup de main
Coup de main (vysl. [ku də mɛ̃], v mn. č.: coups de main, francouzsky úder rukou) je obecné označení rychlého a nenadálého útoku. Smyslem je dosažení cíle jediným rychlým a překvapivým úderem, který zastihne protivníka nepřipraveného a bez účinné obrany. V českém prostředí se někdy používá označení bleskový útok.

## Charakter a definice
Coup de main je překvapivý útok či přepadení nepřátelských pozic nebo objektu za nepřátelskými liniemi, ve kterém se dříve nedetekoval průzkum, řidčeji též na bojové linii. Takovým příkladem byli stormtroopeři, kteří působili v zákopové válce v době první světové války
Ministerstvo obrany Spojených států coup de main definuje jako „útočnou operaci, která těží z momentu překvapení za současného provádění podpůrných operací k dosažení cíle jedním rychlým úderem“.
Jedním z prvních příkladů coup de main byl první spojenecký vzdušný útok na most Pegasus za druhé světové války, během invaze do Normandie. Ten je někdy označován přímo jako operace Coup de Main, ačkoli skutečný kódový název pro britský vzdušný útok byl Operace Tonga. 

## Příklady
V době třicetileté války roce 1620 se plukovník Jindřich Duval Dampierre s 10 000 mužů pomocí rychlého útoku pokusil dobýt Bratislavu a Bratislavský hrad. To se však nepodařilo a Dampierre byl při útoku zabit.
Americký generál Emory Upton použil taktiku coup de main během bitvy u Spotsylvania Courthouse.
Během druhé bitvy u Porta překročil Arthur Wellesley řeku Douro a v coup de main zaútočil na francouzské síly maršála Soulta.